# Stephen Willis
Stephen Willis (ur. 12 grudnia 1986 na Wyspach Cooka) – piłkarz z Wysp Cooka grający na pozycji pomocnika w tamtejszym Nikao Rarotonga.
W Nikao Rarotonga gra od 2005 roku. Z tym klubem zdobył 5 razy mistrzostwo kraju i 2 razy zdobył puchar kraju. Jest on wychowankiem tego klubu.
W reprezentacji Wysp Cooka zadebiutował w 2007 roku. W rozegranych przez niego 4 meczach jak dotychczas nie udało mu się zdobyć bramki.